# Islamistischer Terrorismus

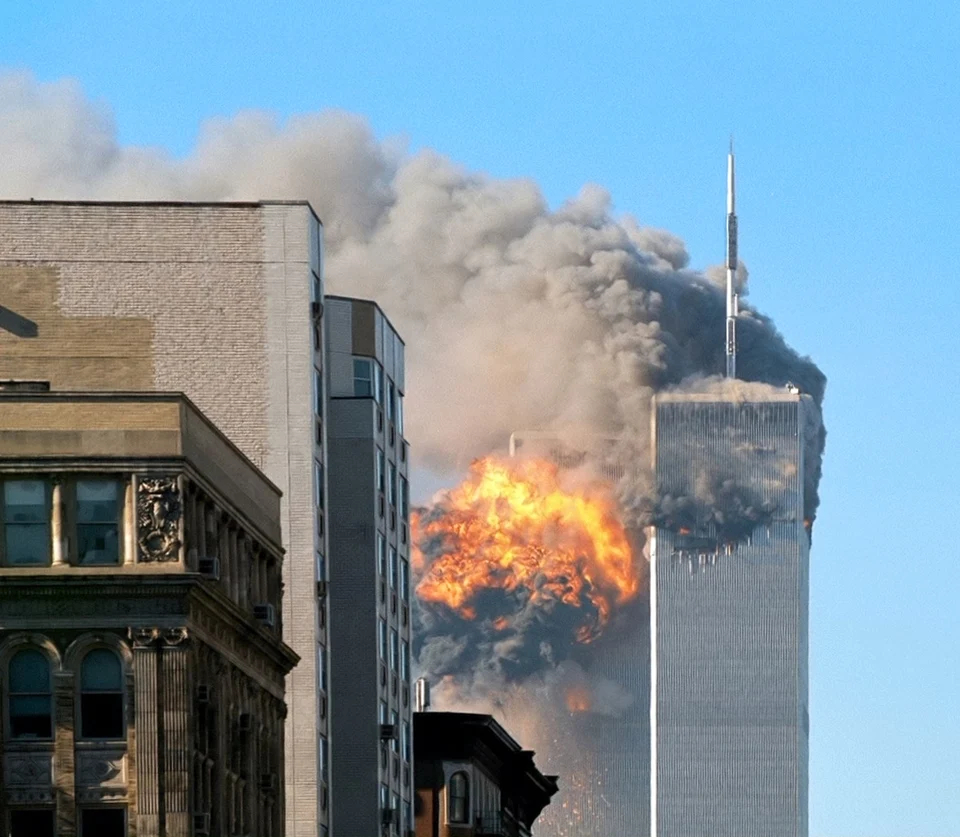
Am 11. September 2001 ereigneten sich die schwersten und folgenreichsten Terroranschläge in der Geschichte.

Mit dem Begriff islamistischer Terrorismus (seltener auch islamischer Terrorismus) wird Terrorismus bezeichnet, der durch Islamismus motiviert ist. Islamistische Terroristen bezeichnen ihre Aktivitäten selbst als Dschihad und berufen sich zur Rechtfertigung ihrer Aktionen auf die Grundlagen des Islam, auf den Koran und die Sunna, wobei diese dem Zweck entsprechend interpretiert werden. Islamistische Terroristen verübten die Terroranschläge am 11. September 2001 – die verheerendsten Anschläge in der Geschichte der Vereinigten Staaten – sowie weitere schwere Anschläge in den USA und einigen europäischen Ländern.
In den letzten Jahren übertraf der islamistische Terrorismus bei weitem jede andere terroristische Ideologie an Todesopfern.
Auch nach der Tötung Osama bin Ladens während der Operation Neptune Spear ist die dschihadistische Bewegung deutlich gewachsen und stellt eine ständige Bedrohung dar. Das Internet spielt für den islamistischen Terrorismus eine wichtige Rolle. Vor allem der Islamische Staat nutzt es, um Anhänger zu gewinnen und zu mobilisieren. 
Das Spektrum der terroristischen Aktivitäten reicht von sehr komplexen und verheerenden Anschlägen bis zu Taten durch sogenannte einsame Wölfe.

## Geschichte

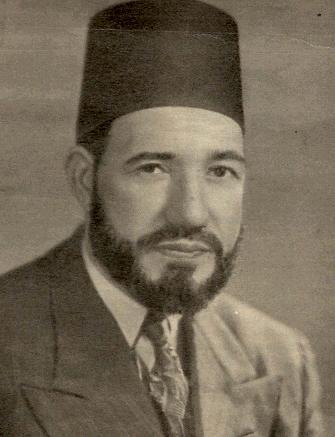
Hasan al-Bannā

Nach Ansicht zahlreicher Historiker entwickelte sich der Islamismus aus der Begegnung des Islams mit der Moderne vor allem westlicher Prägung. Die Erfahrungen mit dem Kolonialismus führten zu unterschiedlichen, stellenweise widersprüchlichen Phänomenen, die vom Widerstand bis zur Anpassung reichten. Vor allem in der zweiten Hälfte des 19. Jahrhunderts bildeten sich in Teilen der muslimischen Welt fundamentalistische Bewegungen, die einen angeblich reinen, an den religiösen Texten orientierten Islam predigen wollten. So formierte sich an der al-Azhar-Universität in Kairo eine Gruppe junger Akademiker, die einen Islam propagierten, der zur Zeit Mohammeds und seiner direkten Nachfolger existiert hätte.
Zunächst waren diese Bewegungen noch nicht explizit politisch oder revolutionär. Dies änderte sich in der ersten Hälfte des 20. Jahrhunderts vor allem mit der Gründung der islamistischen Muslimbruderschaft durch Hasan al-Bannā.
Al-Bannā, der aus einer frommen Familie kam, empfand den Einfluss westlicher Ideen bereits in jungen Jahren als schädlich. So schrieb er in seiner Autobiographie, Ägypten sei nach dem Ersten Weltkrieg und „während seiner Studienzeit in Kairo [...] von einer Welle des Atheismus und der Wollust“ überflutet worden. „Im Namen der individuellen und intellektuellen Freiheit“ habe man die „Moralität und Religion“ zerstört.
Er gründete zahlreiche Vereine, islamische Schulen und Verbände, in denen alle Facetten des gesellschaftlichen Lebens vom Islam bestimmt sein sollten. Bald hatte die Organisation über eine halbe Million Mitglieder in Ägypten und Ableger in weiteren Ländern der arabischen Welt. Sie wollte nicht nur den Kolonialismus überwinden, sondern sämtliche säkulare Rechtssysteme abschaffen und die Scharia einführen. In den 1950er Jahren kam es zu einer Konfrontation mit Gamal Abdel Nasser, dessen Antikolonialismus den Muslimbrüdern zunächst sympathisch war.
Al-Bannā war mit Mohammed Amin al-Husseini befreundet, dem Mufti von Jerusalem, der das NS-Regime unterstützte. Nach dem Ende des Zweiten Weltkriegs bezeichnete al-Bannā ihn als einen Helden, der mit Hitlers und Deutschlands Hilfe ein Empire herausgefordert und den Zionismus bekämpft habe.
Ein Grund für das rasche Anwachsen der Mitgliederzahlen war die Mobilisierung für den Arabischen Aufstand in Palästina, bei der judenfeindliche Passagen des Korans mit antisemitischen Parolen des Nationalsozialismus verbunden wurden. Es kam zu Boykott-Kampagnen und gewalttätigen Demonstrationen mit Aufrufen wie „Juden raus aus Ägypten und Palästina!“ Auf der „Parlamentarierkonferenz zur Verteidigung Palästinas“, die 1938 in Kairo stattfand, wurden antisemitische Schriften und Pamphlete wie die Protokolle der Weisen von Zion sowie Adolf Hitlers Programmschrift Mein Kampf verteilt.
Ein wichtiger Einfluss auf die Muslimbrüder ging von Abū l-Aʿlā Maudūdī aus, einem indischen Geistlichen, der den Dschihad gegen die moderne Form des Dschāhilīya propagierte, um den Islam vor säkularen, nationalistischen und liberalen Einflüssen zu bewahren. Im Jahre 1941 gründete er die islamistische Bewegung Jamaat-e-Islami.
Der fundamentalistische Theoretiker Sayyid Qutb, der von Maudūdī inspiriert war, interpretierte den Islamismus der Muslimbrüder im Sinne einer gewaltsamen und revolutionären Ideologie. Für ihn waren die modernen islamischen Staaten mit heidnischen „Gesellschaften der vormuslimischen Zeit“ vergleichbar. Als wahrer Muslim könne sich nur derjenige bezeichnen, der die „Souveränität“ Gottes vorbehaltlos akzeptiere. Die Avantgarde dieser Muslime befinde sich im Konflikt mit der gesamten Gesellschaft, der mit allen Mitteln ausgetragen werden müsse. Der Dschihad sei vor allem ein bewaffneter Kampf und ein Instrument, um Gottes Herrschaft durchzusetzen. Am 29. August 1966 wurde er in Kairo hingerichtet. Viele seiner Anhänger flohen nach Saudi-Arabien, wo sich Qutbs Ideen und die Religionsdoktrin des Wahhabismus gegenseitig beeinflussten.

## Ideologie

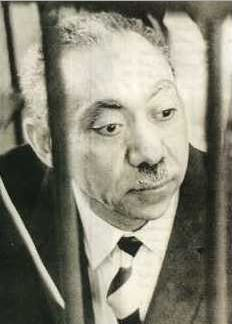
Sayyid Qutb vor Gericht, 1965

Zentral in der Ideologie islamistisch-terroristischer Gruppierungen und Organisationen ist die kompromisslos kriegerische Interpretation des Begriffs Dschihad, der als islamisch legitimierter militärischer Kampf zur Ausweitung und Verteidigung des Islams verstanden wird. Ein wichtiges Denkmuster ist dabei die Einteilung der Welt in den Dār al-Islām (das „Gebiet des Islams“) und den Dār al-Harb (das „Gebiet des Krieges“). Diese zwei Begriffe finden sich zwar weder im Koran noch in den Hadithen, sie entstammen jedoch dem Gelehrtendiskurs über den Koran und die Hadithe und wurden zu einem Begriffspaar der islamischen Rechtslehre. Charakteristisch für die Ideologie des islamistischen Terrorismus ist es nun, diese in der traditionellen islamischen Rechtslehre durchaus verbreitete Unterscheidung im Sinne ihrer dschihadistischen Doktrin zu interpretieren. Hinzu kommt nach der Lehre Ibn Taimiyas der Kampf gegen Herrscher, die als vom Islam abgefallen gelten, weil sie die Scharia nicht anwenden. Ideelle Wegbereiter waren Muhammad ibn ʿAbd al-Wahhāb, Sayyid Qutb und Abdallah Azzam.
Der hanbalitische Gelehrte Ibn Taimiya hatte in einer Fatwa bestimmt, dass alle Muslime zum Dschihad verpflichtet seien, um ihre Religion aus den Fesseln der Dschāhilīya zu lösen. Nach Auffassung der 9/11-Kommission gehörte er zu den Religionsgelehrten, die den stärksten Einfluss auf Osama bin Ladens Überzeugungen hatten. Er lehnte jegliche Neuerung des Islam ab und beeinflusste mit dieser Haltung die Salafisten der Gegenwart, die eine Rückbesinnung auf den „wahren Islam“ fordern, der zur Zeit Mohammeds und der ersten Kalifen existiert habe.
Die deutschen Verfassungsschutzbehörden sehen im Islamismus einen religiös-politischen Extremismus, der vom Islam zu unterscheiden sei. Nach der Definition des Bundesamtes für Verfassungsschutz zielt die Ideologie darauf ab, die freiheitlich-demokratische Grundordnung der Bundesrepublik Deutschland abzuschaffen. Religion sei für die Islamisten nicht nur eine „private Angelegenheit“, sondern regele auch „das gesellschaftliche Leben und die politische Ordnung.“ Eine gottgewollte und daher „wahre“ und absolute Ordnung stehe über den von Menschen gemachten Institutionen. Die Staatsgewalt könne nur von Allah ausgehen.
Laut Stefan Goertz entspricht diese Definition den gängigen Auffassungen von Islamwissenschaftlern. So schrieb Tilman Seidensticker in seiner Abhandlung Islamismus: Geschichte, Vordenker, Organisationen von Bestrebungen, die Gesellschaft und Kultur, den Staat und die Politik „anhand von Werten und Normen“ umzugestalten, die als islamisch gelten. Nicht die Volkssouveränität, sondern die „Souveränität Gottes“ solle verwirklicht werden. Dies führe zur starken Ablehnung der im parlamentarischen Verfahren beschlossenen Gesetze.
Der Islamwissenschaftler Guido Steinberg untersucht in seinem Buch Der nahe und der ferne Feind – Das Netzwerk des islamistischen Terrorismus die Dynamik zwischen diesen beiden Formen des islamistischen Terrorismus, wobei der „nahe Feind“ aus der Sicht der Terroristen die Herrscher muslimischer Staaten sind, der „ferne Feind“ vor allem die Vereinigten Staaten und Israel, die manchmal als der „große“ und der „kleine Satan“ bezeichnet werden. Nach Steinberg ist der internationale islamistische Terrorismus ohne diese Dynamik kaum zu verstehen. Danach entstanden in einzelnen muslimischen Ländern Terrororganisationen, die zuerst die eigene Regierung stürzen wollten. Da dies nicht möglich war, fanden die religiösen „Freiheitskämpfer“ nach dem Einmarsch der Sowjetunion in Afghanistan ein neues Betätigungsfeld in Afghanistan, wo sie mit Unterstützung ihrer Heimatländer und auch der USA in den 1980er-Jahren die Sowjetunion bekämpften. Erst nach dem Rückzug der Sowjetunion aus Afghanistan, der als Sieg der Muslime verstanden wurde, begannen die einzelnen Gruppen den Kampf gegen den „fernen Feind“ zu organisieren. Eine zentrale Figur war dabei Osama bin Laden und sein Terrornetzwerk Al-Qaida.
Der Fundamentalismus ist wesentlicher Bestandteil der Ideologie des Dschihadismus. Als Strategie dient er dazu, eine Gruppenidentität zu bewahren. Dies gelingt, indem er bestimmte Dogmen und Praktiken betont, um sich nach außen abzugrenzen. Einerseits bezieht er sich auf die Vergangenheit, andererseits strebt er nach einer Erneuerung. Der absolute und exklusive Wahrheitsanspruch des Fundamentalismus bietet den Anhängern eine „ontologische Sicherheit“. In ausgeprägtem Freund-Feind-Denken werden „wahre“ und „unwahre“ Muslime sowie „Ungläubige“ voneinander abgegrenzt, unabhängig davon, ob es sich bei den „Kuffār“ etwa um Juden, Christen oder Buddhisten handelt. Die unterschiedlichen Formen der Gewalt sind mit der Dichotomie des „Wir“ gegen „die Anderen“ erklärbar. Sie umfassen neben Verbrechen wie Mord, Vergewaltigung und organisierte Vergeltungsgewalt auch rituelle sowie strukturelle Gewalt in Form von Geschlechterdiskriminierung.
Die Ideologie beinhaltet Antisemitismus und Antiamerikanismus bzw. die Ablehnung westlicher Denk- und Lebensweise und betrachtet „sämtliche weltliche Autorität als nicht bindend für Muslime“. Die Autoren Hasan al-Bannā, Sayyid Qutb und al-Maududi gelten als zentrale Theoretiker des Dschihadismus. Das wichtigste Dokument ist die Gründungserklärung der Islamischen Weltfront für den heiligen Krieg gegen die Juden und Kreuzfahrer:

“In order to obey the Almighty, we hereby give the following judgement: The judgement to kill and fight Americans and their allies, whether civilian or military, is an obligation for every Muslim who is able to do so in any country […] Launch a raid on the American soldiers of Satan and their allies of the Devil.”

Diese 1998 von mehreren Islamistenführern unter Vorsitz von Osama bin Laden verabschiedete Erklärung verdeutlicht Strategie und Ideologie des islamistischen Terrorismus.
Um ihre Judenfeindschaft zu rechtfertigen, verweisen radikale Islamisten gern auf den Koran. In der westlichen Öffentlichkeit entstand deswegen unter anderem der Eindruck, der Koran verlange von seinen Anhängern, einen „Heiligen Krieg“ gegen Juden und Christen zu führen. Die meisten Historiker und Orientalisten weisen dies zurück. Im Hinblick auf den Antisemitismus wird aber angenommen, dass „auch religionsimmanente Elemente“ dafür verantwortlich sind, das Feindbild anzunehmen und zu verbreiten. So ist es für antisemitische Islamisten einfach, „eine in den religiösen Grundtexten angelegte judenfeindliche Disposition“ für eigene Zwecke zu verwenden.
Wie für jede Spielart des Terrorismus ist auch für den islamistischen Terrorismus die Methode der asymmetrischen Kriegführung kennzeichnend. Ein weitgehendes Alleinstellungsmerkmal gerade des islamistischen Terrorismus ist es jedoch, im Rahmen dieser asymmetrischen Strategie insbesondere auch durch Selbstmordattentate vorzugehen. Dabei spielt die religiöse Vorstellung, dass sie als „Märtyrer“ (Schahid, Pl. Schuhada) direkt ins Paradies einziehen dürfen, eine wichtige Rolle für die Bereitschaft der Terroristen, den eigenen Tod in Kauf zu nehmen. Aber auch Beweggründe wie gesellschaftliches Ansehen und die finanzielle Unterstützung der Familie von Selbstmordattentätern tragen zur Motivation bei.
Der Islamwissenschaftler Abdel-Hakim Ourghi fordert dazu auf, das religiöse Erbe des Islam kritisch zu beleuchten, um die friedliebenden Muslime in Europa gegen Fundamentalisten zu stärken. Er weist darauf hin, dass es im Koran über den Umgang mit Ungläubigen heißt: „Haut sie und schlagt ihnen (mit dem Schwert) auf den Nacken.“ Die Liste der sogenannten Schwertverse im Koran sei lang; in rund 300 Koranversen kämen die Verben „kämpfen“ oder „töten“ vor. Über seine Gegner in Mekka habe der Prophet gesagt, solange sie sich nicht zum Islam bekennten, werde er sie mit dem Schwert enthaupten. Die orthodoxe Islamtheologie bekämpfe anhaltend eine historisch-kritische Lesart des Korans, sodass Mohammed von militanten Fundamentalisten als unkritisierbarer Heilsbringer angesehen werde. Es schwinde damit „das Bild eines menschlichen, fehlbaren Mohammed“, das es in der Geschichte des Islam immer auch gegeben habe, hinter seiner Mythologisierung. „Alle friedlichen Wege für eine Kritik am Propheten erscheinen dadurch gefährlich, wenn nicht sogar versperrt. Das muss sich endlich ändern.“

## Islamische Revolution
Der Sturz des Schahs im Iran im Jahr 1979 steht für den Wendepunkt und die praktische Umsetzung des Politischen Islams. Ayatollah Khomeinis theologischer Machtanspruch gründet sich auf das schiitische Selbstverständnis, gegenüber der sunnitischen Mehrheit im Islam den wahren Islam zu repräsentieren. Daher war die Revolution von 1979 nicht nur eine territoriale oder nationale Revolution, sondern manifestierte den Anspruch auf eine Islamische Revolution im Allgemeinen. Dies spiegelt sich auch in der offiziellen Staatsbezeichnung des Iran wider, der seitdem als Islamische Republik bekannt ist. Unter der Herrschaft der Ayatollahs, mit Ayatollah Khomeini an der Spitze, wird eine einzigartige Mischung aus Theokratie und republikanischen Strukturen in der Verfassung etabliert. Die Herrschaft des Volkes basiert auf den Grundlagen des Islam. Die rechtlichen Auslegungen und die gesetzgeberische Macht geht von der Expertokratie der Mullahs aus.

## Entwicklung

### Opfer und Maßnahmen

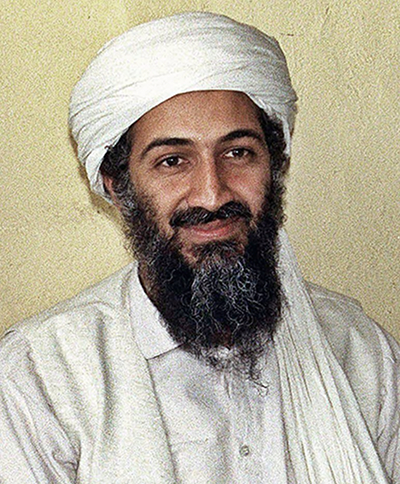
Osama bin Laden, ca. 1997

Zwischen 1979 und 2019 sind weltweit mehr als 160.000 Menschen bei islamistischen Terroranschlägen ums Leben gekommen. Der Höhepunkt des islamistischen Terrorismus wurde im Jahr 2016 erreicht. Im Zeitraum zwischen 1979 und 2019 gab es durchschnittlich täglich 2,3 Terroranschläge, die eine tägliche Todesrate von 11,4 Menschen zur Folge hatten. Die Besetzung der Großen Moschee 1979 mit fast 1000 Toten gilt als ein entscheidendes Ereignis für die Entwicklung des islamistischen Terrorismus.
In den Mitgliedstaaten der OECD stieg die Anzahl der Todesopfer durch islamistischen Terrorismus zwischen 2014 und 2015 um 650 Prozent. Die meisten Todesfälle standen im Zusammenhang mit Aktivitäten des Islamischen Staates. Auch wenn islamistische Extremisten nach wie vor eine kleine Minderheit in den westlichen muslimischen Gemeinschaften bilden, sind die Zahlen in den Staaten Europas deutlich gestiegen. Nicht sämtliche Extremisten sind Dschihadisten; es gibt ein weites Feld islamistischer Gruppierungen, die gewalttätig sind oder die Anwendung von Gewalt befürworten. Einige Islamisten beschränken sich auf extreme Interpretationen der religiösen Schriften, ohne sich an Gewalttaten zu beteiligen. Die meisten Muslime sind keine Islamisten.
Die neuesten frei zugänglichen Daten aus globalen PEW-Umfragen deuten darauf hin, dass die durchschnittliche Terrorunterstützungsrate bei Gruppen wie Hamas, Hisbollah, Taliban, al-Qaida und Selbstmordattentaten bei 17,38 % aller Muslime weltweit liegt. Diese Daten beruhen auf repräsentativen Stichproben der muslimischen Bevölkerung in 23 Ländern, die mindestens 56,6 % der muslimischen Weltbevölkerung ausmachen, die derzeit auf 1,9 Milliarden Menschen geschätzt wird. Ohne die Altersstruktur zu berücksichtigen, lässt sich annehmen, dass der islamistische Radikalismus in einem Umfeld von etwa 330 Millionen Menschen angesiedelt ist.
Nach den Terroranschlägen in den Vereinigten Staaten sowie weiteren Anschlägen in Spanien wurde im Jahre 2004 das Gemeinsame Terrorismusabwehrzentrum in Berlin eingerichtet. Unter Beachtung des Trennungsgebotes arbeiteten dort Nachrichtendienste, Sicherheitsbehörden sowie das Bundesamt für Migration und Flüchtlinge, um sicherheitsrelevante Erkenntnisse zu bündeln.
Die Bekämpfung des islamistischen Terrorismus ist ein Schwerpunkt in dem von den Vereinigten Staaten propagierten „Krieg gegen den Terror“. Entgegen optimistischen Einschätzungen, die Tötung Bin Ladens würde den dschihadistischen Terrorismus und die Netzwerke schwächen, ist die Bewegung nach der Operation Neptune Spear und dem Abzug der amerikanischen Truppen aus dem Irak im Dezember 2011 deutlich gewachsen und stellt eine große Bedrohung für Europa dar. So kam der Politikwissenschaftler Seth G. Jones in einer 2014 veröffentlichten Studie auf 49 dschihadistische Gruppen. Die Gefahr wird nach Auffassung Peter R. Neumanns auch dadurch verstärkt, dass es innerhalb des Dschihadismus einen Konkurrenzkampf gibt, der die Wahrscheinlichkeit für Anschläge in Westeuropa erhöht. Das National Counterterrorism Center schätzte 2016, dass der Islamische Staat jährliche Einkünfte von etwa 500 Milliarden Dollar erwirtschaftete und mehr als 30000 ausländische Kämpfer hatte.

### Internet und einsame Wölfe
Das Internet spielt für den islamistischen Terrorismus eine immer größere Rolle. Vor allem der Islamische Staat nutzt es, um Anhänger zu gewinnen und zu mobilisieren. Die Terrororganisation nutzt es als Mittel der Kriegsführung, wirbt für ihre Ideologie und will die Gegner einschüchtern. Niemals zuvor in der Geschichte des Terrorismus wurden Aktionen so deutlich über die Wahrnehmung im Internet definiert.
Die vom IS produzierten Sendungen sind bis zu anderthalb Stunden lang und wirken wie professionelle Dokumentarfilme. Daneben gibt es kürzere Videoclips, die über den Alltag der Terroristen oder über aktuelle Ereignisse berichten, sowie Dokumente, Bilder und vor allem das Onlinemagazin Dabiq, das in mehreren europäischen Sprachen erscheint. Die Terrororganisation hat ein System aufgebaut, mit dem viele Benutzerkonten in sozialen Netzwerken gesteuert werden, um ihre Inhalte zu verbreiten. Auf diese Weise entsteht der Eindruck, die Anhänger des IS wären allgegenwärtig. Vor allem die Kommunikationsplattform X wird genutzt, um Kampagnen zu starten. Es gab eine App, mit der Unterstützer ihre Accounts mit denen des IS synchronisieren konnten.
Viele dem IS zugerechneten Inhalte kommen tatsächlich von anderen Tätern. So gibt es Unterstützer, die in den Netzwerken Bilder veröffentlichen und sich mit Gleichgesinnten über X und WhatsApp austauschen, Hassprediger, die Propaganda über YouTube verbreiten und als religiöse Führer auftreten, sowie einfache Anhänger, die sich zu wichtigen Akteuren der Dschihadisten-Szene entwickeln. Sie gehören zu einem sehr komplexen Online-System, das weit weniger zentralisiert ist, als oft vermutet wird.
Zahlreiche terroristische Angriffe gehen mittlerweile von sogenannten einsamen Wölfen aus, die nicht von dschihadistischen Gruppen ausbildet wurden oder auf Anweisungen handeln. Ab etwa 2008 rief al-Qaida über das Internet zu Anschlägen auf. Zu den Predigern, die mit diesem Mittel auf „einsame Wölfe“ setzten, gehörte der in den Vereinigten Staaten geborene jemenitische Dschihadist Anwar al-Awlaki. Er gab seine Vorträge über Videokassetten und DVDs weiter, nutzte YouTube und veröffentlichte das Onlinemagazin Inspire, das nicht nur über den Dschihad berichtete, sondern auch Anleitungen zum Bau von Bomben enthielt.
In vielen Fällen ist die Bezeichnung „einsamer Wolf“ irreführend, da die häufig polizeibekannten Täter auch zu zweit oder dritt arbeiten und von Nachrichtendiensten beobachtet werden. 
Einzeltäter wie etwa Bertrand Nzohabonayo („Bilal“), die vor allem über das Internet radikalisiert wurden und auf eigene Faust agierten, bilden die Ausnahme. Im Jahre 2014 stürmte er in eine Polizeistation der zentralfranzösischen Stadt Joué-lès-Tours, verletzte drei Beamte mit einem Messer und wurde erschossen.
Der Unterschied von Einzeltätern zu „losen Mitgliedern“ einer Zelle oder Organisation kann fließend sein und wird von dem Grad der operativen und ideologischen Unabhängigkeit bestimmt. Der Fall des Terroristen Anis Amri, der 2016 den Anschlag auf den Berliner Weihnachtsmarkt an der Gedächtniskirche verübte, verdeutlicht die Grauzone zwischen Autonomie und Verbindungen zum internationalen Dschihadismus des Islamischen Staates. Das al-Qaida-Magazin Inspire bekräftigte in einer Ausgabe vom 31. Mai 2013 die strategische Ausrichtung auf islamistische Einzeltäter. So wurden etwa die Terroranschläge in Toulouse und Boston als erfolgreiche Beispiele des „individuellen Jihad“ gepriesen.

### Internationale Krisen und Asylbewerber
Internationale Krisen können sich auf die Bedrohungslage durch islamistischen Terrorismus auswirken. So ist die Zahl der antisemitisch motivierten Straftaten in Deutschland nach dem Terrorangriff der Hamas auf Israel 2023 deutlich gestiegen. Thomas Haldenwang, Präsident des
Bundesamtes für Verfassungsschutz, sprach von einem Anstieg einschlägiger Taten, der in dieser Dichte außergewöhnlich sei. 
Es gebe neue Bündnisse, die durch antisemitische Propaganda vereint seien und deren Protagonisten in der Vergangenheit nicht zusammengearbeitet hätten, wie etwa sunnitische und schiitische Gruppen. Dass auch säkulare Gruppierungen aus unterschiedlichen extremen Milieus und deutsche Linksextremisten die Propaganda teilten, trage zur Radikalisierung bei und erhöhe die Möglichkeit, Anschläge zu planen. Die von emotionalisierten Einzeltätern ausgehende Gefahr sei gestiegen. Leicht zugängliche weiche Ziele seien gefährdet. 
Dass der Terrorangriff auf Israel zu weiteren Bündnissen islamistischer Akteure führen kann, zeigte sich bei der sogenannten „One Ummah Spendengala“, die am 28. Oktober 2023 in Hamburg stattfand. An ihr nahmen Salafisten sowie Personen aus dem Umfeld der „Furkan-Gemeinschaft“ teil.
Wie das Bundesamt für Verfassungsschutz feststellt, steigt das abstrakte Risiko verdeckter, terroristisch motivierter Reisen in die Zielländer mit der Zunahme an Schutzsuchenden aus Afghanistan. Zudem verschärfe sich die politische und gesellschaftliche Auseinandersetzung in Deutschland.
Für die EU quantifizierte der Terrorismusforscher Sam Mullins die Rolle von Asylsuchenden bei Anschlägen: Bei insgesamt 91 islamistischen Anschlägen seit 2012 waren 132 Attentäter beteiligt, davon waren 25 Personen (19 %) Asylbewerber. In Deutschland waren es insgesamt 13 Terrorakte im Zeitraum von 2012 bis 2020, verübt von 14 Attentätern, darunter 7 (50 %) Asylbewerber.

## Bekannte Terrornetzwerke

### Hamas
Die Hamas ist eine islamistische, terroristische Organisation, deren Ziel die Vernichtung des Staates Israel ist. Gegründet wurde die Hamas 1987 als eigenständige Organisation und definierte sich als palästinensischer Ableger der Muslimbruderschaft, die in vielen Ländern über sympathisierende Organisationen verfügt. In den von Israel besetzten Palästinensergebieten entstanden erste Gruppierungen, die sich zunächst vorwiegend im religiösen oder sozialen Bereich betätigten, wobei ihre terroristischen Absichten zunächst nicht erkannt wurden. Erste Anzeichen dafür zeigten sich durch die Intifada von 1987. Die Hamas besteht aus verschiedenen Unterorganisationen, wobei die Izzaddin al-Qassam-Brigaden hauptsächlich für terroristische Aktivitäten, insbesondere Selbstmordanschläge gegen israelische Ziele, verantwortlich sind. Der soziale Bereich der Hamas, der karitative Einrichtungen und Bildungsstätten betreibt, trägt maßgeblich zu ihrer Unterstützung in der palästinensischen Bevölkerung bei. Die Hamas konzentriert ihre Aktivitäten auf den Gazastreifen, über den sie seit 2007 die Kontrolle ausübt, nachdem sie die Sicherheitskräfte der Palästinensischen Autonomiebehörde gewaltsam vertrieben hatte.
Analysen des Bundesamts für Verfassungsschutz zeigen, dass sich die palästinensischen Anhänger der ursprünglich ägyptischen Muslimbruderschaft als Reaktion auf den Ausbruch der ersten Intifada der Palästinenser im Dezember 1987 zur Hamas zusammenschlossen. In ihrer Charta von 1988 forderte die Hamas einen islamischen Staat auf dem gesamten Gebiet Palästinas. Als Mittel dafür wurde der bewaffnete Kampf ausgerufen. Unter Palästina versteht die Hamas dabei das Gebiet zwischen Mittelmeer und Jordan, weshalb auch das Territorium des Staates Israel umfasst wird.
Lange vor dem Terrorangriff der Hamas auf Israel am 7. Oktober 2023 war die Hamas für zahlreiche terroristische Angriffe auf Israel und israelische Zivilisten verantwortlich.

### al-Qaida
Der arabische Name al-Qaida bedeutet übersetzt die Basis und verweist auf die Struktur der Organisation: Unter dem Banner von al-Qaida und der zentralen Führung von Osama bin Laden vereinen sich zahlreiche lokale Gruppierungen aus über 45 Ländern, darunter Pakistan, Irak, Türkei, Saudi-Arabien, Marokko und Indonesien sowie weitere Länder des Nahen Ostens, Asiens und Europas. Diese Gruppen sind durch eine gemeinsame dschihadistische Rhetorik gegen die Ungläubigen verbunden, auch wenn die spezifischen Gründe für Selbstmordattentate unter den einzelnen affiliierten Gruppen variieren. Die ersten Selbstmordattentate von al-Qaida waren die Autobombenanschläge auf die US-amerikanischen Botschaften in Kenia und Tansania am 7. August 1998, die sich deutlich an den Hisbollah-Attentaten der 1980er Jahre orientierten. Ab den späten 1990er Jahren errichtete al-Qaida eigene Trainingslager in Afghanistan, in denen bis 2001 etwa 20.000 Menschen aus 47 Ländern eine militärische Ausbildung und dschihadistische Indoktrinierung erhielten.
Osama bin Laden gelang es nicht, weitere Anschläge von der Dimension des 11. September zu realisieren. Stattdessen kämpfte er darum, das Terrornetzwerk al-Qaida unter seine Kontrolle zu bringen. Die dschihadistische Bewegung folgte ihm nur, solange sein globaler Status für sie vorteilhaft erschien. So leistete der jordanische Terrorist Abū Musʿab az-Zarqāwī im Oktober 2004 zwar einen Treueeid auf Bin Laden, weigerte sich aber, dessen Anweisungen zu folgen. Aus der Gruppe um az-Zarqāwī ging später die Terrororganisation Islamischer Staat hervor.

### Islamischer Staat
Der Islamische Staat (IS) ist eine dschihadistische Terrororganisation, die 1999 von dem Jordanier Abu Musab al-Zarqawi im Irak als Jama'at al-Tawhid wal-Jihad (Gemeinschaft der Einheit bzw.des Monotheismus und des Dschihad) gegründet wurde. 2004 schloss sich die Gruppe al-Qaida an und wurde als Al-Qaida im Irak bekannt. Nach Zarqawis Tod im Jahr 2006 nahm die Organisation den Namen Islamischer Staat im Irak an und wurde 2010 unter der Führung von Abu Bakr al-Baghdadi weiter ausgebaut. Der IS ist bekannt für seine extrem brutale Militärstrategie und richtet sich gegen schiitische Bevölkerungsgruppen und die irakische Regierung. Ab 2011 erweiterte der IS seinen Einflussbereich im Irak und Syrien und nutzte dabei das Machtvakuum nach dem Tod Osama bin Ladens und die Schwäche der irakischen Regierung.
Der IS erstarkte im Kontext der Krise der Sunniten von Irak über Syrien bis Libanon. Zwischen 2012 und 2013 führte die Organisation mehrere Bombenanschläge und Gefängnisbefreiungen durch. 2013 änderte sie ihren Namen in Islamischer Staat im Irak und Syrien (ISIS), was den Bruch mit der al-Nusra-Front und den Machtanspruch über die syrisch-irakische Region markierte. 2014 trennte sich al-Qaida unter Aiman al-Zawahiri von ISIS. Ein propagandistischer Kampf um Anhänger folgte. Im Januar 2015 koordinierten Mitglieder dieser Gruppen die Anschläge auf die Pariser Satirezeitschrift Charlie Hebdo und einen koscheren Supermarkt, bei denen insgesamt 16 Menschen getötet wurden.
Zwischen 2014 und 2019 etablierte der Islamische Staat (IS) im östlichen Syrien und im westlichen Irak einen selbsternannten Kalifatstaat. Am 29. Juni 2014 ernannte sich Abu Bakr al-Baghdadi in der Großen Moschee von Mossul zum Kalifen und änderte den Namen der Organisation in Islamischer Staat, um einen globalen Machtanspruch zu signalisieren. Die eingenommene Stadt Raqqa wurde zum Hauptsitz der Organisation. Im August und September desselben Jahres eroberte der IS jesidisch-kurdische Grenzregionen in Nordsyrien und im Nordirak, wobei tausende Zivilisten entführt, versklavt und ermordet wurden oder in die Türkei flüchteten. Der IS inszenierte seine Grausamkeit durch die dokumentierten Enthauptungen der US-Bürger James Foley und Steven Sotloff sowie des Briten David Haines und das militärische Training von Kindern.
Als Reaktion zur Ausrufung des Kalifat, begannen die USA im September 2014 Luftangriffe, zuerst in Nordsyrien und später im Irak. Der IS inspirierte weltweit Terrorakte, darunter die Geiselnahme in Sydney im Dezember 2014 und der Anschlag in Paris im Januar 2015. Der IS führte auch Anschläge in Kuwait, Libyen, Saudi-Arabien, Tunesien, im Jemen und auf der Sinai-Halbinsel durch. Zwischen Februar und April 2015 entführte und enthauptete der IS Christen in Syrien und Libyen sowie den jordanischen Kampfpiloten Moaz al-Kasasbeh. Im März 2019 konnte de IS in dieser Region durch kurdische Kämpfer der Syrischen Demokratischen Kräfte (SDF) und die von den USA angeführte Internationale Allianz in der Schlacht von Baghuz besiegen.
Der IS hat hauptsächlich zwei Anschlagsmethoden genutzt: Die Methode Mumbai, bei der ausgebildete Kämpfer koordinierte Angriffe an mehreren Orten gleichzeitig durchführen, und die Mobilisierung unbekannter Einzelpersonen. Letztere entscheiden eigenständig über Zeitpunkt, Ort und Art des Anschlags, nachdem der IS lediglich dazu aufgerufen hat, Anschläge zu begehen.
Mit Unterstützung der US-Armee gelang es, die Zahl der aktiven IS-Terroristen von etwa 16.000 im Februar 2019 auf etwa 4.000 im Januar 2024 zu reduzieren. Während dieser Zeit wurden sowohl der erste selbst ernannte Kalif Abu Bakr al-Baghdadi als auch drei weitere IS-Führer getötet. Die Anzahl der vom IS in Syrien verübten Anschläge sank von 1.055 im Jahr 2019 auf 121 im Jahr 2023.
Die IS bekannte sich zum Terroranschlag auf die Crocus City Hall im Moskauer Vorort Krasnogorsk am 22. März 2024, bei dem mehr als 140 Menschen getötet wurden.

## Unterstützung und Finanzierung
Seit Mitte der 1960er-Jahre hat Nordkorea palästinensische Kämpfer militärisch ausgebildet und mit Waffen und Geld unterstützt. Das nordkoreanische Regime hat über Jahre hinweg der Terrororganisation Hamas Kriegsmaterial geliefert, darunter Kleinwaffen, Munition, Sprengstoff, Raketen und Raketentechnologie. Nordkoreanische Waffen kamen nachweislich während des Terrorangriff der Hamas auf Israel 2023 sowie im anhaltenden Krieg in Israel und Gaza zum Einsatz. Ebenfalls unterstützt wurde der Angriff der Hamas durch den Iran und Russland. Der Iran betrachtet Israel als Erzfeind und droht regelmäßig mit dessen Vernichtung. Laut der US-Regierung ist der Iran ein Hauptförderer von Terrorismus und unterstützt weltweit terroristische und illegale Aktivitäten.

## Reaktionen von Muslimen
Die Bewertung des Terrors ist sowohl in der islamischen Öffentlichkeit als auch bei muslimischen Rechtsgelehrten nicht einheitlich.
Einerseits werden von vielen muslimischen Organisationen und Rechtsgelehrten islamistisch motivierte Terroranschläge gegen unschuldige Menschen, und insbesondere Selbstmordattentate, deutlich und öffentlich verurteilt. So demonstrierten am 21. November 2004 auf einer Großdemonstration in Köln 20.000 bis 25.000 Muslime gegen islamistischen Terrorismus. In einer gemeinsamen Erklärung distanzierten sich die größten muslimischen Verbände in Deutschland am 25. August 2006 von den vereitelten Terroranschlägen auf zwei Regionalbahnen Nordrhein-Westfalens und betonten dabei, dass solche Taten durch den Islam nicht gerechtfertigt werden können. Im Oktober 2006 verabschiedeten sunnitische und schiitische Religionsgelehrte in Mekka eine Erklärung, die Selbstmordattentate und Anschläge auf heilige Stätten zur Sünde erklärt.
Zur Situation in Deutschland kam 2007 eine umfangreiche Studie im Auftrag des Bundesinnenministeriums u. a. zu dem Ergebnis, dass etwa 40 % der befragten Muslime physische Gewalt für ein legitimes Mittel der Auseinandersetzung bei einem Angriff des Westens gegen den Islam halten, dass aber über 90 % der Befragten Selbstmordattentate und Terror für nicht legitim halten.
Das amerikanische Meinungsforschungsinstitut The Gallup Organization veröffentlichte im März 2008 die Ergebnisse einer umfangreichen Studie zum Thema „Who Speaks for Islam? What a Billion Muslims Really Think“ (dt.: Wer spricht für den Islam? Was eine Milliarde Muslime wirklich denken). Demnach bewundert die große Mehrheit der Muslime den Westen für seine Demokratie und seine bürgerlichen Freiheiten, will aber nicht, dass man ihnen westliche gesellschaftspolitische Strukturen aufzwingt.
Andererseits spiegeln die westlichen Medien bevorzugt die Selbstdarstellungen der muslimischen Verbände in Europa oder in den USA. Der Blick auf Medien und öffentliche Meinung in arabischen Ländern macht deutlich, dass Terroranschläge dort in Abhängigkeit vom Kontext beurteilt werden: Die Anschläge in Europa – insbesondere die Madrider Zuganschläge oder die Terroranschläge am 7. Juli 2005 in London – oder die Terroranschläge am 11. September 2001 in den USA wurden mehrheitlich verurteilt. Selbstmordattentate im Irak nach dem Einmarsch der Amerikaner und insbesondere der islamistische Terror gegen Israel im Rahmen des Nahostkonflikts dagegen werden meist als begründet angesehen oder verteidigt. Einen Eindruck davon gibt das umfangreiche Material beim Übersetzungsdienst Middle East Media Research Institute (MEMRI), wo Zeitungsmeldungen und Video-Mitschnitte aus arabischen Medien veröffentlicht und Übersetzungen angeboten werden.
Vertreter der acht größten muslimischen Verbände Deutschlands verurteilten die Terroranschläge am 13. November 2015 in Paris scharf; sie brachten ihr Mitgefühl und ihre Solidarität mit Frankreich zum Ausdruck und warben für Frieden, Dialog und Zusammenhalt. Zugleich appellierten sie an das Verantwortungsbewusstsein aller Muslime in ihrem persönlichen Umkreis. Auch kündigten sie an, ihre Anstrengungen für die Verteidigung gegen den Islamismus und für die europäischen Werte wie Freiheit und Pluralismus zu erhöhen.

## Prävention und Aussteigerprogramme
Da die repressiven Mittel der Sicherheitsbehörden nicht ausreichen, um gegen islamistischen Terrorismus vorzugehen, setzen die staatlichen Stellen auch auf präventive Strategien und Maßnahmen. Neben den Nachrichtendiensten, der Justiz und Polizei spielen hierbei auch zivilgesellschaftliche Akteure eine wichtige Rolle. So ist für das Bundesamt für Verfassungsschutz die „Mithilfe der Bevölkerung“ ein essentieller Teil der „aufmerksamen und wehrhaften Demokratie“. Damit die Prävention gelingen kann, muss analysiert werden, inwieweit die jeweiligen islamistischen Peergroups in der realen und virtuellen zur Radikalisierung beitragen.
Dschihadistisch-salafistischen Tätern gelingt es sehr häufig, vor allem jüngere Menschen für ihre Ideologie zu begeistern. Im Internet präsentieren sie sich mit einer Mischung aus „typisch salafistisch“ und „typisch jugendlich“. Diese Angebote führen immer wieder zum Einstieg in die reale dschihadistische Szene. Die Präventionsprogramme, die auf unterschiedlichen politischen Ebenen von der Kommune bist zum Bund durchgeführt werden, setzen auch auf die Zusammenarbeit mit der muslimischen Zivilgesellschaft.
Nach Angaben des Bundeskriminalamts und des Verfassungsschutzes liegt das durchschnittliche Einstiegsalter in die islamistische Szene zwischen 16 und 19 Jahren. In letzter Zeit sinkt es allerdings kontinuierlich ab, so dass jüngere Akteure in Erscheinung treten und wichtige Funktionen übernehmen. Der Anteil radikalisierter Migranten der zweiten und dritten Generation ist deutlich gestiegen.
Die einzelnen Maßnahmen sollen Alternativen zur salafistischen Indoktrination bieten. Die Präventionsarbeit setzt im Vorfeld bzw. in der Frühphase möglicher Radikalisierungsprozesse an und soll kognitive und soziale Kompetenzen fördern. So heißt es in einem Grundsatzpapier der Deutschen Islamkonferenz, Jugendliche müssten lernen, „sich kritisch bzw. reflektierend mit der eigenen Identität“ zu beschäftigen. Sie sollten „eigene Selbstverständlichkeiten [...] hinterfragen“, sich für ein „friedliches und respektvolles Miteinander“ einsetzen und die Phänomene Islamismus, Muslimfeindlichkeit und Antisemitismus verstehen.
Ist es bereits zu einer Radikalisierung gekommen, zielen Maßnahmen der sekundären Prävention darauf ab, die Betroffenen von ihrem Weg abzubringen. Die indirekten Projekte der sekundären Prävention richten sich hingegen an Multiplikatoren wie Lehrer und Psychologen, Verwandte und Freunde. Für Personen des sozialen Nahbereichs dient die Beratungsstelle Radikalisierung als Anlaufstelle. Auch das Bundesministerium für Familie, Senioren, Frauen und Jugend fördert unterschiedliche „Modellprojekte der Radikalisierungsprävention“.
Von 2010 bis 2014 betrieb das Bundesamt für Verfassungsschutz das Aussteigerprogramm HATIF. Aufgrund mangelnder Resonanz wurde das Programm eingestellt.
Bei der Libyschen Islamischen Kampfgruppe (LIKG) gelang es, deren Führungsriege zum Verfassen einer mehr als vierhundert Seiten umfassenden berichtigenden Studie zu bewegen, die zur Freilassung ihrer Mitglieder aus den Gefängnissen führte. Die im September 2009 veröffentlichte Studie verurteilt die Tötung von Zivilisten unter dem Vorwand des Dschihad und fand in der arabischen Welt große Beachtung. Im Zusammenhang mit dieser Studie kam es zu einer öffentlichen Infragestellung der geistigen Grundlagen von al-Qaida durch frühere Weggefährten Osama bin Ladens.

## Anschläge in westlichen Ländern
Allein die vier wichtigsten islamistischen Terrorgruppen (Islamischer Staat, Hamas, Dschamāʿat Nusrat al-Islām wa-l-Muslimīn, al-Shabaab) waren im Jahr 2023 für 4443 Todesopfer verantwortlich. Dies entspricht über 75 % aller Terror-Todesopfer weltweit. Folgenreiche, von islamistischen Extremisten in westlichen Ländern verübte Terroranschläge waren:
| Land                   | Datum              | Beschreibung                                                                                             |
| ---------------------- | ------------------ | --- |
| Frankreich             | 1995               | Anschlagsserie in Frankreich, 8 Tote                                                                     |
| Vereinigte Staaten     | 11. September 2001 | Anschläge am 11. September 2001, 2989 Tote, der weltweit schwerste Anschlag in der Geschichte            |
| Spanien                | 11. März 2004      | Madrider Zuganschläge, 191 Tote, der schwerste Anschlag in der Geschichte von Spanien und der EU zu Land |
| Niederlande            | 2. November 2004   | Mord an Theo van Gogh, 1 Toter                                                                           |
| Vereinigtes Königreich | 7. Juli 2005       | Anschläge in London, 52 Tote, der schwerste Anschlag zu Land in der Geschichte Großbritanniens           |
| Frankreich             | März 2012          | Anschlagsserie in Midi-Pyrénées, 7 Tote                                                                  |
| Frankreich             | Januar 2015        | Anschlag auf Charlie Hebdo, 12 Tote                                                                      |
| Dänemark               | Februar 2015       | Anschläge in Kopenhagen, 2 Tote                                                                          |
| Frankreich             | 13. November 2015  | Anschläge in Paris, 130 Tote                                                                             |
| Vereinigte Staaten     | 2. Dezember 2015   | Anschlag in San Bernardino (Kalifornien), 14 Tote                                                        |
| Belgien                | 22. März 2016      | Anschläge in Brüssel, 32 Tote                                                                            |
| Vereinigte Staaten     | 12. Juni 2016      | Anschlag von Orlando, 49 Tote, folgenreichster islamistischer Anschlag in den USA seit 2001              |
| Frankreich             | 14. Juli 2016      | Anschlag in Nizza, 86 Tote                                                                               |
| Deutschland            | 19. Dezember 2016  | Anschlag in Berlin, 12 Tote                                                                              |
| Vereinigtes Königreich | 22. Mai 2017       | Anschlag in Manchester, 23 Tote                                                                          |
| Spanien                | 17. August 2017    | Anschlag in Barcelona, 14 Tote                                                                           |
| Niederlande            | 18. März 2019      | Anschlag in Utrecht, 4 Tote                                                                              |
| Frankreich             | 16. Oktober 2020   | Mord an Samuel Paty, 1 Toter                                                                             |
| Frankreich             | 29. Oktober 2020   | Anschlag in Nizza 2020, 3 Tote                                                                           |
| Österreich             | 2. November 2020   | Anschlag in Wien, 4 Tote                                                                                 |
| Österreich             | 15. Februar 2025   | Anschlag in Villach, 1 Toter                                                                             |